# Przedksiężycowi (cykl)
Przedksiężycowi – trylogia fantastyczno-naukowa autorstwa Anny Kańtoch. Pierwsza część cyklu zdobyła nagrodę im. Janusza A. Zajdla oraz Złote Wyróżnienie Nagrody Literackiej im. Jerzego Żuławskiego. Pierwszy tom został wydany w 2009 przez Fabrykę Słów. Wznowienie ukazało się w 2013 roku nakładem wydawnictwa Powergraphu. 

## Fabuła
Lunapolis jest ostatnim miastem na planecie, którą niegdyś władali Przedksiężycowi. Obecni mieszkańcy oczekują ich Przebudzenia. Według podań, tylko garstka z nich – ci najdoskonalsi, tworzący najpiękniejszą sztukę – doczekają się tego czasu. Pozostali zaś zostaną z tyłu, w innym czasie, który zmienia się regularnie w trakcie Skoków.
Finnen jest artystą, jednak nie może się rozwijać w tej dziedzinie, ponieważ inżynieria genetyczna, którą wykupili jego rodzice, mu na to nie pozwala. W trakcie zbliżającego się Skoku odwiedza plac, będący centrum wydarzeń, wraz ze swoją towarzyszką Kairą. Dziewczyna, mimo przekonania o swojej wyjątkowości, zostaje w przeszłości. Zasmucony Finnen zaczyna rozmawiać z inną Kairą, córką bogacza, stworzoną przez inżynierów chaosu. Ciemnoskóra i jasnowłosa, nie ma żadnych wyjątkowych talentów. Gdy Kaira zdradza mu, że chce uciec z domu, młody artysta natychmiast się zgadza.
W jednej z przeszłych rzeczywistości ląduje ludzki statek kosmiczny z Ziemi. Grupa chce sprawdzić, na jaką dziwną planetę trafiła. Prędko jednak wszyscy poza Danielem, jednym z ludzi giną, a on sam zostaje ciężko ranny. Mężczyzną opiekuje się jedna z pozostałych w przeszłości kobiet. Daniel powoli odkrywa, że choć innym w tym świecie nie dopisuje szczęście, on nie musi się właściwie o nic martwić. Wystarczy, że pomyśli o swojej potrzebie, aby ta prędko została spełniona. 

## Części trylogii
Powieści w trylogii nie mają odrębnych tytułów. Składają się na nią:
- Przedksiężycowi. Tom 1 (Fabryka Słów w 2009, Powergraph w 2013)
- Przedksiężycowi. Tom 2 (Powergraph w 2013)
- Przedksiężycowi. Tom 3 (Powergraph w 2013)